# Antaeotricha parastis
Antaeotricha parastis is een vlinder uit de familie van de sikkelmotten (Oecophoridae). De wetenschappelijke naam van de soort is voor het eerst geldig gepubliceerd in 1913 door Klunder van Gijen.